# Carl Brugger
Anton Carl Brugger (* 7. Oktober 1903; † 30. März 1944) war ein Schweizer Psychiater und Eugeniker.

## Leben
Brugger studierte Medizin an der Universität Basel und trat 1928 in die damals von Ernst Rüdin geleitete Psychiatrische Universitätsklinik Friedmatt in Basel ein. 1929 wurde er bei Rüdin promoviert.
Auf dessen Veranlassung gründete und leitete Brugger 1929/30 eine genetische Station an der Psychiatrischen Klinik in Stadtroda. Seine Aufgabe war es, den „Schwachsinn“ in seinen unterschiedlichen Graden zu erforschen. Von 1930 bis 1932 arbeitete Brugger unter Rüdin als wissenschaftlicher Mitarbeiter an der Genealogisch-Demographischen Abteilung (GDA) der Deutschen Forschungsanstalt für Psychiatrie (DFA) in München. Dabei beteiligte er sich an Rüdins Projekt einer möglichst vollständigen Erfassung der Verbreitung psychischer Störungen in der Durchschnittsbevölkerung in fünf über Deutschland verteilten Zählgebieten. Ziel war es, den Erbeinfluss psychischer Krankheiten festzustellen und zu prognostizieren. Brugger wurde bei Kempten eingesetzt.
1932 kehrte er in die Schweiz zurück, wo er unter John E. Staehelin wieder als Assistent an der Psychiatrischen Klinik Friedmatt arbeitete und dort auch eine Abteilung für Genetik leitete. Ab 1934 war er Schularzt in Basel. 1936 wurde er an der Universität Basel habilitiert.

## Wirken
Brugger beschäftigte sich als einer der ersten mit der Epidemiologie psychischer Störungen in der Schweiz. Sein Hauptinteresse galt der Vererbung des „Schwachsinns“. Er vertrat die Position, dass der Schwachsinn als eine von der gewöhnlichen Dummheit zu unterscheidende erbliche Belastung zu betrachten sei. Entsprechend plädierte er dafür, „auch die leichten Schwachsinnsgrade von der Fortpflanzung auszuschliessen, wenn man die Entstehung schwerer Schwachsinnsgrade verhüten will“.
Brugger setzte sich mit Vorträgen für die Verbreitung eugenischen Denkens in der Öffentlichkeit ein und kämpfte für eine Ausweitung genetischer Forschung in der Schweiz. Er war „einer der eifrigsten Verfechter eugenischer Massnahmen in der Deutschschweiz“.

## Schriften (Auswahl)
- Die erbbiologische Stellung der Pfropfschizophrenie. In: Zeitschrift für die gesamte Neurologie und Psychiatrie. Bd. 113, 1928, S. 348–378, doi:10.1007/BF02884509.
- Zur Frage einer Belastungsstatistik der Durchschnittsbevölkerung. In: Zeitschrift für die gesamte Neurologie und Psychiatrie. Bd. 118, 1929, S. 459–488, doi:10.1007/BF02892924 (Dissertation, Universität Basel, 1929).
- Versuch einer Geisteskrankenzählung in Thüringen. In: Zeitschrift für die gesamte Neurologie und Psychiatrie. Bd. 133, 1931, S. 352–390, doi:10.1007/BF02909933.
- Psychiatrisch-genealogische Untersuchungen an einer Allgäuer Landbevölkerung im Gebiet eines psychiatrischen Zensus. In: Zeitschrift für die gesamte Neurologie und Psychiatrie. Bd. 145, 1933, S. 516–540, doi:10.1007/BF02865882.
- Psychiatrische Ergebnisse einer medizinischen, anthropologischen und soziologischen Bevölkerungsuntersuchung.  In: Zeitschrift für die gesamte Neurologie und Psychiatrie. Bd. 146, 1933, S. 489–524, doi:10.1007/BF02864910.
- Medizinisch-biologische Grundlagen der modernen eugenischen Bestrebungen (= Arbeiten aus dem Heilpädagogischen Seminar Zürich. H. 5). Rotapfel, Erlenbach-Zürich 1934.
- Familienuntersuchungen bei Alkoholdeliranten. In: Zeitschrift für die gesamte Neurologie und Psychiatrie. Bd. 151, 1934, S. 740–788, doi:10.1007/BF02865489 (Habilitationsschrift, Universität Basel).
- Die Fruchtbarkeit der erblich Schwachsinnigen. In: Schweizer Archiv für Neurologie und Psychiatrie. Bd. 37 (1936), H. 2, S. 229–237.
- Untersuchungen über die Fruchtbarkeit der Lehrerschaft von elf Schweizerkantonen. In: Archiv der Julius Klaus-Stiftung für Vererbungsforschung, Sozialanthropologie und Rassenhygiene. Bd. 12 (1937), H. 3/4, S. 632–650.
- Psychiatrische Bestandesaufnahme im Gebiet eines medizinisch-anthropologischen Zensus in der Nähe von Rosenheim. In: Zeitschrift für die gesamte Neurologie und Psychiatrie. Bd. 160, 1938, S. 189–207, doi:10.1007/BF02877975.
- Eugenische Unfruchtbarmachung. In: Ludwig Binswanger, Friedrich Braun, Carl Brugger: Verhütung erbkranken Nachwuchses. Eine kritische Betrachtung und Würdigung. Hrsg. von Stavros Zurukzoglu. Schwabe, Basel 1938, S. 222–226.
- Erbkrankheiten und ihre Bekämpfung. Rotapfel, Erlenbach-Zürich 1939.
- Die Eugenik in der Schweiz. In: Schweizerische Hochschulzeitung. Jg. 14 (1940), H. 2 (1940), S. 107–116.
- Die geographische Verbreitung der Geisteskrankheiten. In: Schweizerische Medizinische Wochenschrift. Bd. 71 (1941), H. 29, S. 1–9.